# El Cerro de Andévalo
El Cerro de Andévalo – hiszpańskie miasto i gmina położone w prowincji Huelva. W roku 2005 gmina liczyła 2636 mieszkańców.